# Aedes Mentis
L'Aedes Mentis (tempio di Mens) era un tempio di Roma antica, di cui non rimane alcuna traccia, dedicato alla dea Mens; questo tempio era situato sul Campidoglio, a fianco del tempio di Venere Ericina, dal quale era separato da uno stretto passaggio.
La dea era invocata nei momenti di grave pericolo per lo Stato.

## Storia
Secondo quanto ci tramanda Tito Livio, come indicato dai Libri Sibillini, nel 217 a.C., a seguito della sconfitta del Lago Trasimeno, il dittatore Quinto Fabio Massimo Verrucoso fece voto di erigere un tempio dedicato a Venere Ericina, mentre il pretore Tito Otacilio Crasso fece voto di erigere un tempio dedicato alla dea Mens . Entrambi i templi furono dedicati nel 215 a.C. dai duumviri incaricati: Fabio Massimo dedicò quello di Venere, mentre Otacilio dedicò quello a Mens.
Il tempio fu dedicato il giorno 8 giugno.
Il tempio di Mens fu probabilmente restaurato da Marco Emilio Scauro, console nel 115 a.C., in quell'anno o dopo la campagna da lui condotta nel 107 a.C. contro i Cimbri.
Nel 193 d.C., l'imperatore Pertinace fece coniare una moneta raffigurante Mens in piedi con la corona di Laetitia e lo scettro di Giunone, a rappresentare l'intelligenza politica e militare, e riportante il testo Menti Laudandae.

## Descrizione
Il tempio sorgeva sul Campidoglio nell'angolo sudorientale sovrastante la Rupe Tarpea, in un'area densamente edificata con edifici religiosi. Sorgeva a fianco del tempio di Venere Ericina, anch'esso votato da Quinto Fabio Massimo.
I templi di Venere e Mens erano separati da un canale fognario.
| Planimetria del Campidoglio antico |
| --- |
| Area capitolina Arx Forum Romanum Fori Imperiali Velabro Tempio di Giove capitolino Tabularium Tempio di Giunone Moneta Teatro di Marcello Forum Holitorium Tempio di Bellona Tempio di Giove Feretrio Tempio di Veiove Auguraculum Iseum Tempio di Giove Custode (?) Tempio della Concordia (?) Tempio di Giove Conservatore Altare Tensarum Tempio di Giove Tonante Clivus Capitolinus Centus Gradus Porta Pandana Tempio di Giano Tempio di Giunone Sospita Tempio di Spes Tempio di Augusto Asylum Inter duos lucos Vico Giugario Campo di Marte Portico degli Dei Consenti Tempio di Vespasiano Tempio della Concordia Tullianum Clivus Argentarius Tempio di Venere Ericina Tempio di Mens (?) Tempio di Fides (?) Tempio di Ops (?) Arco di Scipione Tempio di Saturno Basilica Giulia |